# Hauksaari
Hauksaari är en ö i Finland. Den ligger i sjön Lummenne och i kommunen Kuhmois i landskapet Mellersta Finland, i den södra delen av landet, 150 km norr om huvudstaden Helsingfors. Öns area är 6,8 hektar och dess största längd är 410 meter i öst-västlig riktning.